# Markéta Děrgelová
Markéta Děrgelová, rozená Frösslová (* 2. července 1987 Praha), je česká herečka. Výrazně na sebe upozornila rolemi v seriálech Redakce, Pojišťovna štěstí a Proč bychom se netopili a také v Ordinaci v růžové zahradě. V divadle pak zářila v inscenaci Pérák divadla VOSTO5, uváděné v Arše.

## Životopis

### Studium, herecké začátky
Její matka je lékařka-dermatoložka Dagmar Frösslová a otec je asistent střihu Ivan Frössl, který pracoval na filmech Tmavomodrý svět, Akumulátor 1 anebo Kolja a v seriálu Redakce. Přes otce se dostala k první malé roli v Akumulátoru 1. Od šesti let navštěvovala pěvecký soubor Bambini di Praga. Z dramatického kroužku na základní škole pak její cesta v jedenácti letech vedla do amatérského Divadla Radar a na různé castingy. Absolvovala šestileté španělské gymnázium v Praze a poté nastoupila na DAMU, kde vystudovala činoherní herectví.
Se spolužákem z gymnázia Budějovická v Praze Vojtěchem Kotkem se setkala před kamerou ve čtvrté řadě seriálu Pojišťovna štěstí, kde Kotek ztvárnil roli Ondřeje Jánského a Děrgelová jeho přítelkyni Valérii. Jednu z hlavních rolí – Danu, nejkrásnější dívku našich vod – hrála v seriálu Proč bychom se netopili.
Na divadelních prknech hrála v inscenacích mj. plzeňského Divadla J. K. Tyla, ve Vinohradském divadle anebo v divadle VOSTO5 v historické fikci Pérák – na jméně nezáleží, rozhodují činy.

### Zájmy
K jejím zájmům od dětství patří sport – závodně lyžovala, hrála tenis, dělala atletiku, hodně tancovala a jezdila na kole.

### Rodina
Jejím manželem je český herec, bývalý člen Činohry Národního divadla v Praze Patrik Děrgel (známý též ze seriálu Ulice a VIP vraždy). V říjnu 2016 se jim narodil syn Vavřinec. V roce 2021 se jim narodila dcera Mira.

## Divadelní role (výběr)

### Divadlo na Vinohradech

#### Velká scéna

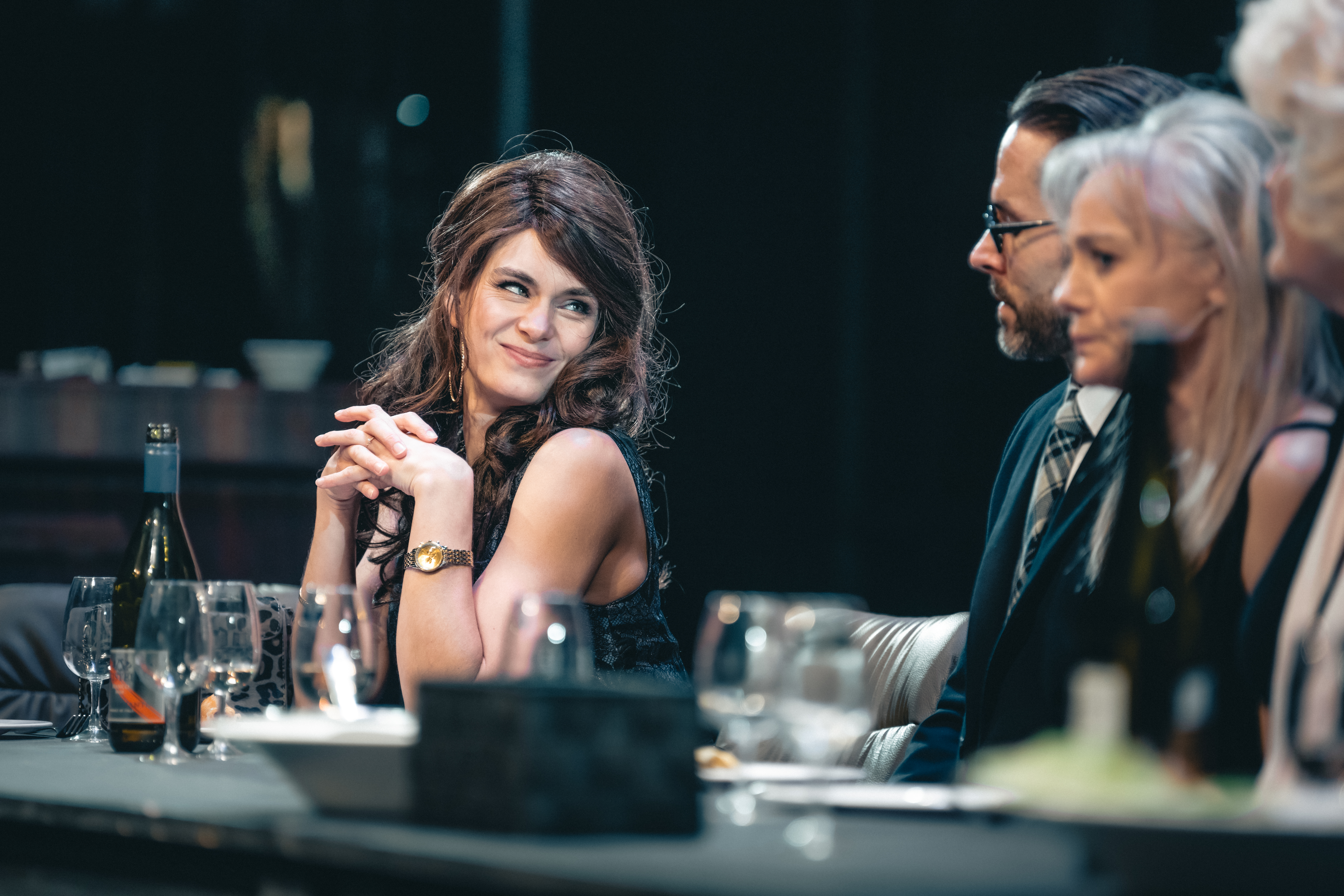
Markéta Děrgelová v roli Karen Westonové v inscenaci Srpen v zemi indiánů, Divadlo na Vinohradech, foto Petr Chodura (2024)

- 2013 William Shakespeare: Zkrocení zlé ženy, režie: Juraj Deák, premiéra: 14. prosince 2012, role: Bianca, dcera Battisty Minoly
- 2013 Hanoch Levin: Nesnesitelné svatby (Krum), režie: Juraj Deák, česká premiéra: 25. října 2013, role: Cvici
- 2013 Luigi Pirandello: Jindřich IV., režie: Michal Vajdička, premiéra: 20. prosince 2013, role: Frída
- 2014 Sławomir Mrożek: Láska na Krymu, režie: Juraj Deák, premiéra: 19. prosince 2014, role: Taťana Jakovlevna Borodinová
- 2015 Jan Vedral: Kašpar H. (Dítě Evropy), režie: Natália Deáková, premiéra: 11. září 2015, role: Karolina von Feuerbach
- 2016 Henrik Ibsen: Nepřítel lidu, režie: Juraj Deák, premiéra: 19. února 2016, role: Petra
- 2018 Jan Vedral podle Vladimíra Neffa: Sňatky z rozumu, režie: Radovan Lipus, světová premiéra: 23. března 2018, role: Líza
- 2018 Josef Topol: Konec masopustu, režie: Martin Františák, premiéra: 19. října 2018, role: Marie
- 2019 Penelope Skinner: Ahoj, krásko! (Linda), režie: Juraj Deák, česká premiéra: 17. května 2019, role: Amy
- 2020 Milan Uhde – Miloš Štědroň: Balada pro banditu, režie: Juraj Deák, premiéra: 2. října 2020, role: Eva
- 2022 George Bernard Shaw: Člověk nikdy neví, režie: Šimon Dominik, premiéra: 18. listopadu 2022, role: Glorie
- 2023 Lope de Vega: Vzpoura lásky (Fuente Ovejuna), režie: Pavel Khek, premiéra: 31. března 2023, role: Laurencia
- 2024 Tracy Letts: Srpen v zemi indiánů, režie: Petr Svojtka, premiéra: 22. března 2024, role: Karen Westonová

#### Studiová scéna
- 2014 Pavel Landovský: Hodinový hoteliér, režie: Ivan Rajmont, premiéra: 16. října 2014, role: Zuzi

#### Kostel sv. Anny
- 2015 Hugo von Hofmannsthal – Jean Sibelius – Martin Frank: Kdokoli, režie: Jaroslava Šiktancová, premiéra: 19. března 2015, role: Milá

## Film, televize – výběr
- 1994 Akumulátor 1 – Anička
- 2004 Redakce – Martina Sajdlová
- 2006 Účastníci zájezdu – Kristýna
- 2007 Proč bychom se netopili – Dana
- 2008 Pojišťovna štěstí – Valerie
- 2009 Bez tváře
- 2010 Rodinka – Míša
- 2010 Ach, ty vraždy! – Kristýna Nitková
- 2011 Ponurá neděle – Jana
- 2012 O pokladech – Kačenka
- 2014 Cesty domů – Klára Mladá
- 2019 Ordinace v růžové zahradě 2 (14. série, díl 906 - dosud) – Táňa Márová[2]